# Eskymácký polibek

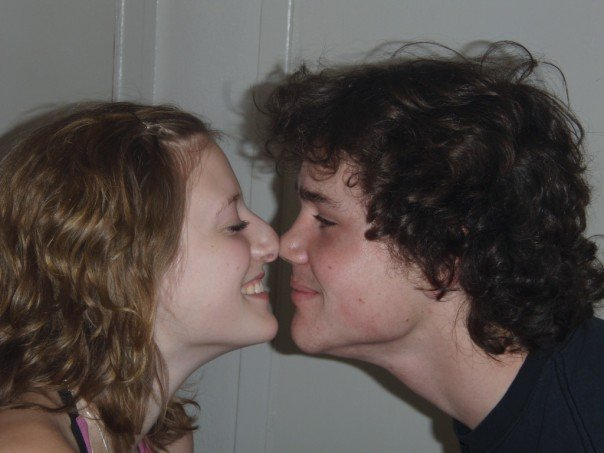
Eskymácký polibek

Eskymácký polibek je akt náklonnosti, většinou mezi členy rodiny nebo blízkými osobami. Nedochází přitom ke kontaktu úst, ale nosů a jejich tření. Pochází z tradičního pozdravu Inuitů zvaného kunik. Tento polibek nebývá erotický ale vyjadřuje blízký vztah i mezi cizími lidmi. První evropští objevitelé v Arktidě byli svědky tohoto chování, a pojmenovali ho eskymácký polibek. Je důsledkem silných mrazů, kdy by klasický polibek na ústa způsobil problém, a také proto že ve velké venkovní zimě mají obyvatelé odkryté jen oči a nos. Velmi podobný zvyk se však vyskytuje i u domorodých obyvatel v jiných oblastech světa, včetně Sibiře a Mongolska. Zajímavé je, že se objevuje i v teplých oblastech, např. u Arabů (výhradně mezi muži), obyvatel Jihovýchodní Asie. Polynésie, Nového Zélandu (kde je nazýván hongi) a Papuy Nové Guineje. Zpravidla je součástí pozdravu a nemá erotický význam.
Existuje stará pověst, která praví, že v jedné vesnici v daleké Arktidě žil eskymák Olaf, který obýval iglú na severní straně vesnice. V té stejné vesnici žila i eskymačka Mia, která měla iglú postavené na jižní straně vesnice. Oba v sobě postupně našli velké zalíbení, ale když se Olaf konečně odvážil pozvat Miu k sobě do iglú na skleničku rybího tuku, byla taková zima, že nebyl schopný mluvit. Z oblečení mu čouhal jen nos. A tak využil eskymáského polibku, kterým se běžně zdravili. Místo toho, aby se nosem otřel o Miin nos z obou stran, pohladil Miu nosem dvakrát po stejné straně jejího nosu v severním směru. Mia okamžitě pochopila a přijala Olafovo pozvání do iglú. Díky tomuto lehce upravenému eskymáckému polibku vznikl jednoduchý dorozumívací jazyk vhodný i pro ty nejtěžší zimy. A také se konala velká svatba Olafa a Mii, o které se mluvilo ještě po spoustu zim.